# Brede Moe
Brede Moe (Flatanger, Noruega, 15 de diciembre de 1991) es un futbolista noruego. Su posición es la de defensa y su club es el F. K. Bodø/Glimt de la Eliteserien de Noruega.

## Trayectoria

### F. K. Bodø/Glimt
El 13 de marzo de 2022 renueva contrato con el club hasta 2024.

## Selección nacional

### Absoluta
El 24 de mayo de 2022 recibió su primer llamado a la selección absoluta para los partidos de la Liga de Naciones de la UEFA ante Serbia, Suecia y Eslovenia.

## Estadísticas

### Clubes
Actualizado al último partido jugado el 13 de noviembre de 2022.
| Ranheim IL · Noruega | 2.ª           | 2011          | 24  | 2  | -  | - | -  | - | 24  | 2  | 0,08 |
| Ranheim IL · Noruega | 2.ª           | 2012          | 29  | 5  | 1  | 0 | -  | - | 30  | 5  | 0,17 |
| Ranheim IL · Noruega | Total club    | Total club    | 53  | 7  | 1  | 0 | 0  | 0 | 54  | 7  | 0,13 |
| Rosenborg BK · Noruega | 1.ª           | 2013          | 3   | 0  | 4  | 1 | 1  | 0 | 8   | 1  | 0,13 |
| Rosenborg BK · Noruega | Total club    | Total club    | 3   | 0  | 4  | 1 | 1  | 0 | 8   | 1  | 0,13 |
| F. K. Bodø/Glimt · Noruega | 1.ª           | 2014          | 26  | 2  | 4  | 1 | -  | - | 30  | 3  | 0,1  |
| F. K. Bodø/Glimt · Noruega | 1.ª           | 2015          | 27  | 3  | 2  | 0 | -  | - | 29  | 3  | 0,1  |
| F. K. Bodø/Glimt · Noruega | 1.ª           | 2016          | 17  | 0  | 2  | 0 | -  | - | 19  | 0  | 0    |
| F. K. Bodø/Glimt · Noruega | 2.ª           | 2017          | 6   | 1  | -  | - | -  | - | 6   | 1  | 0,17 |
| F. K. Bodø/Glimt · Noruega | 1.ª           | 2018          | 20  | 1  | -  | - | -  | - | 20  | 1  | 0,05 |
| F. K. Bodø/Glimt · Noruega | 1.ª           | 2019          | 16  | 0  | -  | - | -  | - | 16  | 0  | 0    |
| F. K. Bodø/Glimt · Noruega | 1.ª           | 2020          | 13  | 0  | -  | - | 1  | 0 | 14  | 0  | 0    |
| F. K. Bodø/Glimt · Noruega | 1.ª           | 2021          | 24  | 2  | 2  | 0 | 19 | 1 | 45  | 3  | 0,07 |
| F. K. Bodø/Glimt · Noruega | 1.ª           | 2022          | 16  | 1  | 2  | 0 | 7  | 0 | 25  | 1  | 0,04 |
| F. K. Bodø/Glimt · Noruega | Total club    | Total club    | 165 | 10 | 12 | 1 | 27 | 1 | 204 | 12 | 0,06 |
| Total carrera | Total carrera | Total carrera | 221 | 17 | 17 | 2 | 28 | 1 | 266 | 20 | 0,08 |
| (1) Incluye datos de Copa de Noruega. (2) Incluye datos de Liga Europa de la UEFA y Liga de Campeones de la UEFA. (3) No incluye goles en partidos amistosos. |               |               |     |    |    |   |    |   |     |    |      |

## Palmarés

### Títulos nacionales
| Título      | Club             | País    | Año  |
| ----------- | ---------------- | ------- | ---- |
| Eliteserien | F. K. Bodø/Glimt | Noruega | 2020 |
| Eliteserien | F. K. Bodø/Glimt | Noruega | 2021 |
| Eliteserien | F. K. Bodø/Glimt | Noruega | 2023 |
| Eliteserien | F. K. Bodø/Glimt | Noruega | 2024 |